# Święty Hieronim pogrążony w modlitwie
Święty Hieronim w modlitwie – obraz autorstwa hiszpańskiego malarza pochodzenia greckiego Dominikosa Theotokopulosa, znanego jako El Greco.
El Greco kilkakrotnie malował Świętego Hieronima. Pierwsze obrazy z wizerunkiem świętego pochodzą z lat 1590–1600. W tym okresie powstały Święty Hieronim z krzyżem, Święty Hieronim w modlitwie oraz minimum cztery wersje Świętego Hieronima jako kardynała.

## Opis obrazu
Scena ukazuje św. Hieronima jako pustelnika u wejścia do jego samotni. Hieronim odwrócony jest w lewo; jego poza przypomina św Sebastiana z obrazu z Palencii. U góry widać kawałek zachmurzonego nieba, z którego padają promienie światła oświetlające sylwetkę pustelnika kontrastującą z ciemnym tłem. Ciało Hieronima jest wychudzone, mięnie są słabo zaznaczone, a jego typologię ukazuje – dzięki doskonałemu rysunkowi i energicznemu niewielkiemu modelunkowi – luźno wykonany impast umożliwiający wzajemne przenikanie się światła i cienia.

## Proweniencja
Do 1621 roku obraz znajdował się w posiadaniu syna El Greca, Jorge Manuela. Od 1786 roku płótno prawdopodobnie znajdowało się w klasztorze San Hermengildo w Madrycie. W 1902 roku Święty Hieronim był w kolekcji Felipe de la Rica rodu z Montejo, a w 1926 został sprzedany europejskiemu marszantowi; w lutym 1931 roku sprzedany do Chester Dale w Nowym Jorku, a w 1943 podarowany National Gallery w Washingtonie.